# Голте
Голте (нід. Holthe) — селище в нідерландській провінції Дренте. Входить до муніципалітету Мідден-Дренте. Його населення станом на 2004 рік складало 150 осіб.